# NU ABO
NU ABO (kor. NU 예삐오 NU Yeppio) – pierwszy minialbum południowokoreańskiej grupy f(x), wydany 4 maja 2010 roku przez wytwórnię SM Entertainment. Osiągnął 2 pozycję na listach przebojów w Korei Południowej.
Album sprzedał się w nakładzie 50 191 egzemplarzy (stan na grudzień 2013).

## Lista utworów
| NU ABO | NU ABO                                                  | NU ABO        | NU ABO                                                                                  | NU ABO  |
| Nr     | Tytuł utworu                                            | Tekst         | Muzyka                                                                                  | Długość |
| ------ | ------------------------------------------------------- | ------------- | --------------------------------------------------------------------------------------- | ------- |
| 1.     | „NU ABO” (kor. NU 예삐오 (NU ABO))                      | Yoo Young-jin | Cutfather, Mynority Jose Aguirre Lopez, Thomas Troelsen, Engelina Larsen, Yoo Young-jin | 3:44    |
| 2.     | „Mr. Boogie”                                            | Kenzie        | Fredrik Fencke, Emilh Tigerlantz                                                        | 3:00    |
| 3.     | „Aiseukeulim (Ice Cream)” (kor. 아이스크림 (Ice Cream)) | Kim Bu-min    | Hitchhiker                                                                              | 3:06    |
| 4.     | „ME+U”                                                  | Kim Young-hu  | Cho Hun-young                                                                           | 3:16    |
| 5.     | „Surprise Party”                                        | Shim Eun-ji   | Shim Eun-ji                                                                             | 2:43    |
| 6.     | „Sorry (Dear. Daddy)” (duet Luny i Krystal)             | Kim Hee-young | Shim Eun-ji, Lee Min-young                                                              | 3:41    |
|        |                                                         |               |                                                                                         | 19:30   |

## Notowania
| Lista                     | Pozycja |
| ------------------------- | ------- |
| Gaon Weekly Albums Chart  | 2       |
| Gaon Monthly Albums Chart | 8       |